# Lionel de Toulongeon
Lionel de Toulongeon est un homme politique français né le 31 décembre 1820 à Eclans (Jura) et décédé le 4 mai 1868 à Boulogne-Billancourt (Hauts-de-Seine).
Opposant à Louis-Philippe, il se rallie à l'Empire et devient sous-préfet de Dole. Il démissionne en 1856 pour devenir conseiller général, et député du Jura de 1857 à 1868, où il soutient le régime. 

## Sources
- « Lionel de Toulongeon », dans Adolphe Robert et Gaston Cougny, Dictionnaire des parlementaires français, Edgar Bourloton, 1889-1891 [détail de l’édition]